# Charlotta Frölich
Charlotta Frölich, nota anche con lo pseudonimo di Lotta Triven (28 novembre 1698 – 21 luglio 1770), è stata una scrittrice, storica, agronoma e poetessa svedese. Pubblicò poesie, racconti e lavori su argomenti politici e scientifici. Fu la prima donna a essere pubblicata dalla Royal Swedish Academy of Sciences. 

## Biografia
Charlotta Frölich fu la figlia del Consigliere Generale Reale Conte Carl Gustaf Frölich e Beata Christina Cronström, e la nipote paterna della visionaria religiosa e autrice Eva Margareta Frölich. Nel 1735 sposò il Conte Johan Funck, governatore del paese di Uppland. Frölich descrisse la sua infanzia come molto severa, priva di ogni lusso e devota al luteranesimo e al duro lavoro, e affermò di essere stata istruita in storia, lettura, scrittura, lavori domestici e religione. Oppose resistenza per molti anni al matrimonio perché desiderava dedicarsi all'agricoltura, ma continuò a dedicarsi anche dopo il matrimonio avvenuto nel 1735; prima e dopo il matrimonio fu proprietaria della tenuta Överbo che aveva un altoforno dove si produceva ghisa.
Nel 1741-1742 divenne la prima del suo genere a essere pubblicata dalla Royal Swedish Academy of Sciences con tre libri di scienze agrarie che descrivevano le sue esperienze e suggerivano varie invenzioni in agricoltura. L'unica altra donna a essere pubblicata dall'Accademia delle scienze durante l'età della libertà fu Eva Ekeblad. Nel 1759 pubblicò un libro di storia che la rese la prima donna storica del suo paese. Nel 1768 divenne una delle due donne svedesi, insieme a Françoise Marguerite Janiçon, a partecipare in un dibattito politico sulle politiche economiche dello stato che pubblicò lei stessa senza uno pseudonimo durante l'epoca della libertà. Fu anche una poetessa nota per le sue poesie funebri.

## Opere
- Et ankommit bref om såningsmachinen under namn af Lotta Triven. (1741), libro di scienze agrarie;
- Huru Norrlands bråkorn bör skötas i södre orterne i Swerige, beskrifwit af Lotta Triwen. (1742), libro di scienze agrarie;
- I föregående ämne eller om ängeskötsel är ingifwit af Lotta Triwn. (1742), libro di scienze agrarie;
- Swea och Götha christna konungars sagor, sammanfattade til underrättelse for Sweriges almoge och menige man, som af dem kunna lära, huru deras k. fädernesland ifrån flera hundrade år tilbakars blifwit regerat, samt se, huru på gudsfruktan ,: laglydnad, dygd och enighet altid följt Guds wälsignelse; uomini deremot synd, lagens och eders öfwerträdelse, samt oenighet, haft til påföljder swåra landsplågor, blodsutgiutelser, förödelser mm (1759), libro di storia;
- Charlotta Frölichs Enslighets nöje, eller Gudeliga tanckar under it andäktig bibel-läsning yttrade i rim i anledning af åtskilliga anderika språk, som til enskylt ro och förnöjelse samt lefwernes förbättring bliförde anledning. Tryckt i Upsala 1763 (1763), libro di preghiere spirituali;
- Den utflugne bi-swärmen, eller Högwälborna fru grefwinnan - - NN: s. berättelse til herr - - - - - NN Om en af honom gifwen, men år 1768 förolyckad bi- stock eller bi-kupa. Jämte herr - - - - - NN: s swar på samma berättelse Stoccolma, tryckt hos Lorens Ludvig Grefing 1768 (1768), libro politico;
- Poëme, till allmänheten, om folck-ökningen i Swerige (1768), libro politico.